# Ilex aculeolata
Ilex aculeolata là một loài thực vật có hoa trong họ Aquifoliaceae. Loài này được Nakai mô tả khoa học đầu tiên năm 1930.